# Anthony Gethryn
Anthony Ruthven Gethryn est le détective récurrent de plusieurs romans policiers de Philip MacDonald.

## Biographie fictive
Fils d'un châtelain et d'une actrice espagnols, Gethryn fait ses études supérieures à l'Université d'Oxford où il se révèle un étudiant remarquable et un champion sportif. Blessé pendant la Première Guerre mondiale, il s'en tire avec une légère claudication et le grade de colonel. 
Après le conflit mondial et bien qu'il n'ait pas de statut officiel, le colonel Gethryn travaille en étroite collaboration avec la police britannique. Au fil des récits, on apprend toutefois qu'il serait un ancien agent des Services secrets britanniques, car il est encore chargé à l'occasion de missions diplomatiques à l'étranger ou d'affaires criminelles auxquels sont parfois mêlés les milieux de l'espionnage. Sa participation à la Deuxième Guerre mondiale met d'ailleurs en lumière sa responsabilité, en 1943, dans la destruction d'un important dépôt de munitions nazi situé en territoire occupé français.
Sa résidence est sise au 19 Stukeley Gardens, Londres.
Il est héros d'une douzaine de romans publiés entre 1924 et 1959, sans qu'un seul texte de la série ne paraisse pendant la décennie 1940, alors qu'à Hollywood, l'activité de son créateur, le scénariste Philip MacDonald, est à son zénith.

## Au cinéma
Plusieurs acteurs ont tour à tour incarné Anthony Gethryn à l'écran : Claude Horton dans The Rasp (1932) de Michael Powell, Arthur Margetson dans The Nurse Who Disappeared (1939) de Arthur B. Woods, André Luguet dans Le Collier de chanvre (1940) de Léon Mathot, film français d'après De sac et de corde (Rope to spare), enfin George C. Scott dans Le Dernier de la liste (1963) de John Huston. En 1956, dans À vingt-trois pas du mystère de Henry Hathaway, adaptation de La Nurse qui disparut, le colonel Gethryn, rebaptisé Grovening, est incarné par Maurice Denham.

## SérieColonel Anthony Gethryn

### Romans
- The Rasp (1924) Publié en français sous le titre Le Crime d'Abbotshall, Paris, Nouvelle Revue Critique, coll. L'Empreinte no 59, 1935
- The White Crow (1928)
- The Link (1930)
- The Noose (1930) Publié en français sous le titre Le Nœud coulant, Paris, Gallimard, coll. Les Chefs-d'œuvre du Roman d'aventure, 1931
- The Choice ou The Polferry Riddle [É.-U.] ou The Polferry Mystery [É.-U.] (1931) Publié en français sous le titre Soir d'orage, Paris, Librairie des Champs-Élysées, coll. Le Masque no 142, 1933
- The Maze ou Persons Unknows [É.-U.] (1932) Publié en français sous le titre L'Énigme, Paris, Nouvelle Revue Critique no 11, coll. L'Empreinte, 1933
- The Wraith (1931) Publié en français sous le titre L'Homme aux chats, Paris, Rouff, coll. La Clé no 14, 1939
- The Crime Conductor (1931) Publié en français sous le titre Un crime, dix suspects, Paris, La Table Ronde, coll. Les Romans policiers, 1945
- Rope to Spare (1932) Publié en français sous le titre De sac et de corde, Paris, Albin Michel, coll. Le Limier no 42, 1952
- Death on My Left (1933) Publié en français sous le titre Le Match de minuit, Paris, Nouvelle Revue Critique, coll. L'Empreinte no 30, 1933
- The Nursemaid Who Disappeared ou Warrant for X [É.-U.] (1938) Publié en français sous le titre La Nurse qui disparut, Paris, Nouvelle Revue Critique, coll. L'Empreinte no 153, 1938 ; réédition, Paris, Opta, coll. Littérature policière, 1977 ; réédition, Paris, Librairie des Champs-Élysées, coll. Le Masque no 2294, 1996
- The List of Adrian Messenger (1959) Publié en français sous le titre La Liste d'Adrian Messenger, Paris, Librairie des Champs-Élysées, coll. Le Masque no 2389, 1998

### Nouvelle
- The Wood for the Trees (1947) Publié en français sous le titre Les arbres cachent la forêt, Paris, Opta, Mystère Magazine no 35, décembre 1950

## Référence
- Claude Mesplède (dir.), Dictionnaire des littératures policières, vol. 1 : A - I, Nantes, Joseph K, coll. « Temps noir », 2007, 1054 p. (ISBN 978-2-910686-44-4, OCLC 315873251, BNF 41162075), p. 834.